# Dwór we Włościejewkach
Dwór we Włościejewkach – dwór z XIX w. we wsi Włościejewki, wpisany do rejestru zabytków nieruchomych województwa wielkopolskiego.
Wieś od XII w. należała do rycerskiej rodziny Wczelów. Przez XV i XVI w. do Pasikoników herbu Wczele. Dwór wybudowany został dla rodziny Niegolewskich herbu Grzymała. Od 1877 własność Heleny Ignacji Skórzewskiej herbu Drogosław (1835-1909), żony Kazimierza Niegolewskiego (1823-1885), herbu Grzymała, następnie od 1874 Adolfa i Ryszarda Gueterbocków, od 1908 Friedricha Beyeme. Nad wejściem głównym kartusz z herbem Wczele.
Obiekt jest częścią zespołu dworskiego z XIX w., w skład którego wchodzi jeszcze park.

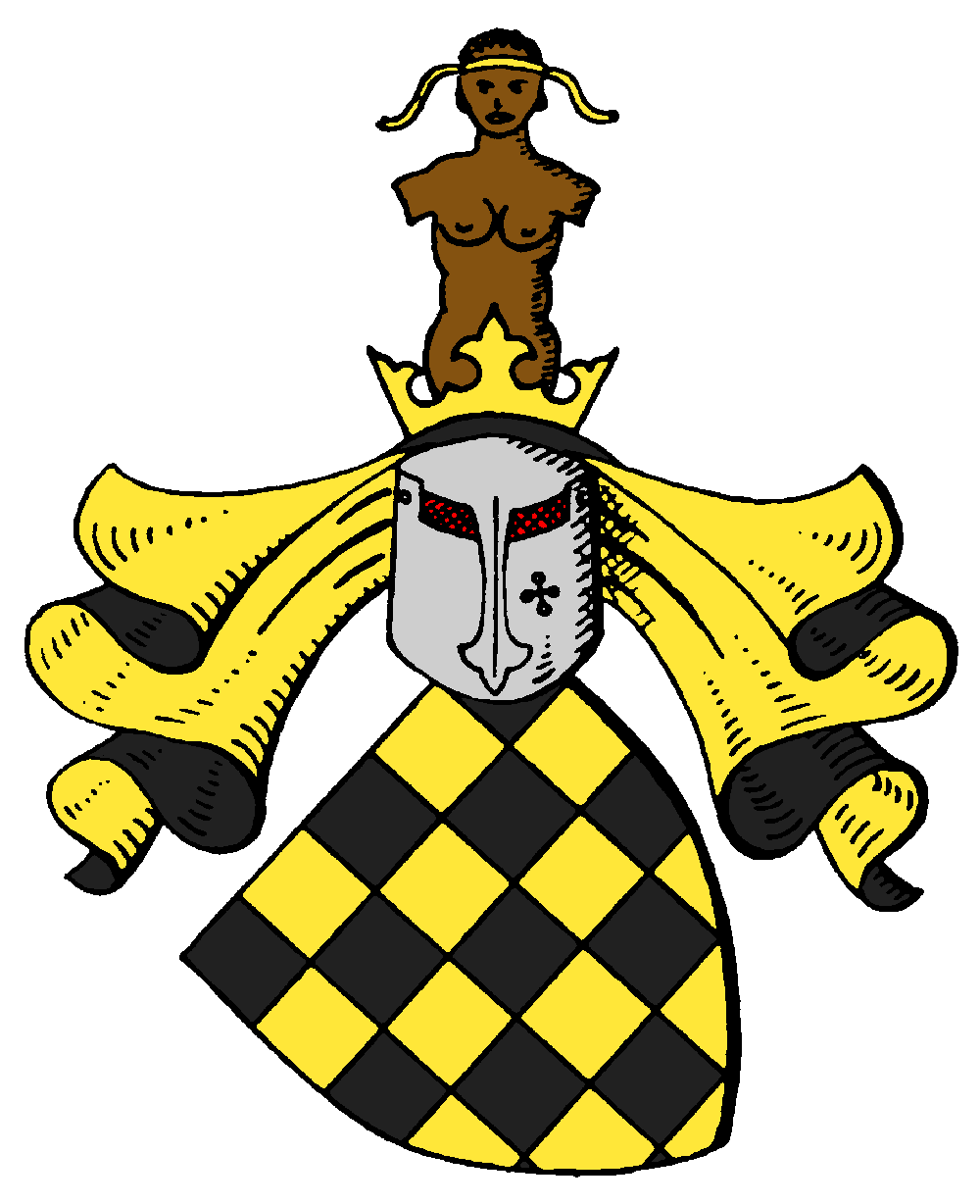
Herb Wczele
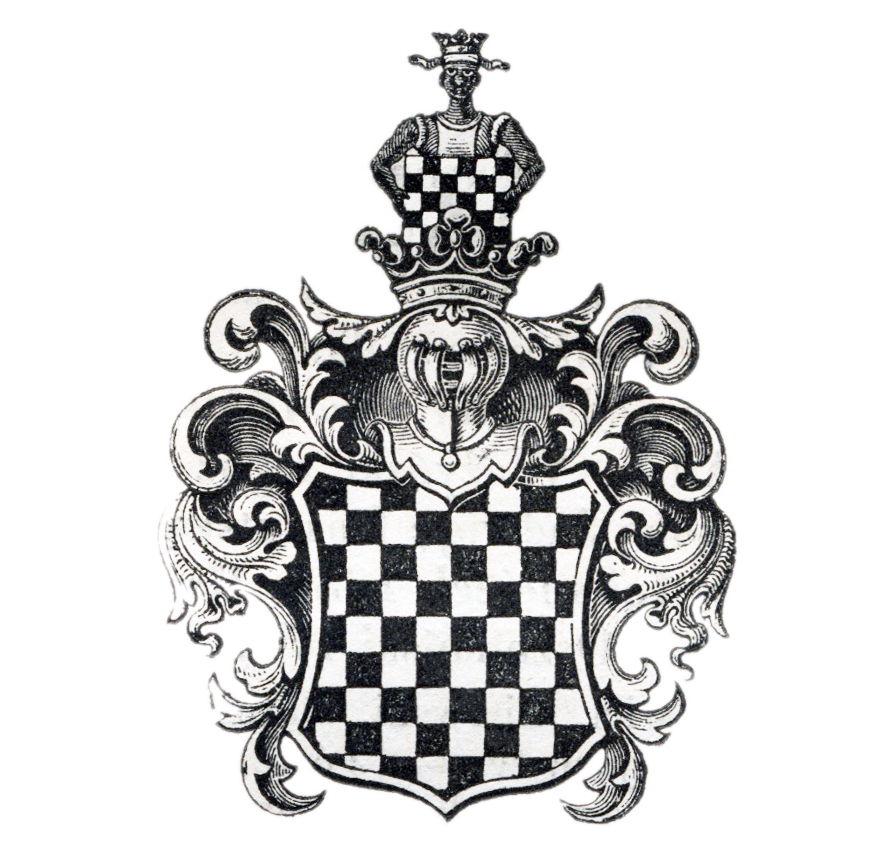
Herb Wczele